# Доња Брањевина
Доња Брањевина је археолошки локалитет који се налази у непосредној близини насеља Дероње у општини Оџаци. Припада категорији споменика културе од великог значаја. Археолошка ископавања су веома успешно вођена у периоду од 1965. до 1995. године.
Локација крије у себи тајну најстарије ратарске културе у Европи. Статуета из раног неолита (пре више од 7000 година) „Црвенокоса богиња“, најзначајнији је проналазак са овог налазишта. Истиче се првенствено својом монументалношћу јер својом висином од 38 cm представља правог дива у односу на друге статуете сличног типа које не прелазе 15 cm. Својом вредношћу и значајем статуета је поставила општину Оџаци на археолошку карту Европе.

## Опис налазишта
Археолошко налазиште је откривено 1965. године, ентузијазмом и ангажовањем археолога аматера из Оџака, Сергеја Карманског, Ивана Немеша, и других. Налазиште је 1971. године проглашено спомеником културе и заштићено је. Статуета у облику женске фигуре, која је касније названа Црвенокоса богиња откривена је 1989. године. Ископао ју је археолог аматер Милан Јовић у сонди величине 6 x 6 м, у централном делу неолитског насеља. У периоду истраживања откривено је још мноштво других, мањих фигурина људи и животиња.
Међутим, након тих сензационалних открића (и упркос њима) налазиште је било запостављено и пуштено да зарасте у коров. Тек пре неколико година, формирањем Туристичке организације општине Оџаци и ангажовањем стручних радника оџачке музејске јединице простор налазишта је уређен, постављена је табла са ознакама и заштитна ограда.
Већина експоната са налазишта чува се у Музејској јединици у Оџацима. Оригинална статуета Богиње се налази у сефу банке, а сувенири реплике се могу купити у просторијама Туристичке организације Оџака. Такође се скултура може видети и на централном тргу Оџака у облику бронзаног споменика, који је подигнут у знак сећања на ово велико откриће у тој општини.

## Историјска позадина
У периоду од краја последњег леденог доба и почетка холоцена услови за настањење људи у Оџачкој околини су били погодни. Георгафске одлике — три морфолошке целине алувијалне равни, алувијалне терасе и лесне терасе — нудиле су погодности за настанак првих насеља, и пре око 7000 година, у време неолита када се прве цивилизације досељавају на просторе Панонске низије овај предео насељавају људи. Предност је била и близина вода сливног подручја Дунава са значајним риболовним и комуникационим потенцијалом, али и окружење богато плодним земљиштем, шумама и дивљачи. О изгледу самог станишта нема детаљнијих потврда. Откриће јама стубова постављених у низу и блатног премаза указује да су као станиште могла служити једноставне колибе.
Пронађен је велики број керамичких посуда са богатом декорацијом, обиље ритуалних предмета и жртвеника, разноврсни коштани и камени алати и накит. Посебну занимљивост представља камено оруђе, пре свега зато што се извор те сировине за њихову изградљу налазио далеко од самог насеља. Чињеница је да је камен био увозна роба, чиме би се даљим проучавањем овог локалитета могло доћи до контакта и путева доношења тих сировина.
Кармански је слој у коме је богиња пронађена ставио у Старчевачки културни хоризонт, али нализи већег дела ископаног материјала показују да последњи слој на овом налазишту припада керешкој култури. Статуета богиње која је прославила налазиште се типолошки и културно више уклапа у ту стратиграфску интерпретацију. Такође су у истом слоју пронађени и налази импорта из винчанске културе, на основу чега се може закључити да је Црвенокоса богиња настала у време контакта између носилаца керешке културе са представницима винчанске културе који су продирали у Панонију.